# Lucia Hippolito
Lucia Hippolito (Bauru, 29 de junho de 1950 – Rio de Janeiro, 21 de junho de 2023) foi uma cientista política, historiadora e conferencista brasileira, especialista em eleições, partidos políticos e Estado brasileiro.

## Carreira

### Jornalismo multimídia
Foi apresentadora do programa diário CBN Rio, na CBN, desde 2008, após a demissão de Sidney Rezende, mesma emissora de rádio onde também atuava como comentarista política desde 2002. Foi comentarista do UOL News e da GloboNews. É Colaboradora de vários jornais e revistas e foi debatedora dos programas Sem Censura (TVE/Rede Brasil) e Debates Populares (Rádio Globo).
É autora de vários livros sobre política, dentre os quais PSD de Raposas e Reformistas, publicado pela Editora Paz e Terra e premiado como melhor obra de ciência política pela Associação Nacional de Pesquisa e Pós-Graduação em Ciências Sociais (ANPOCS), Política: quem faz, quem manda, quem obedece, escrito em co-autoria com João Ubaldo Ribeiro e publicado pela Editora Nova Fronteira, e Por dentro do governo Lula: anotações num diário de bordo, publicado pela Editora Futura.
Lucia participou, ao lado de Lilian Witte Fibe, Cristiana Lôbo e Ana Maria Tahan, do debate semanal As Meninas do Jô, exibido no Programa do Jô, às quartas-feiras entre 2005 e 2010. Também foi chefe de gabinete da Presidência do Instituto Brasileiro de Geografia e Estatística (IBGE).

### Prêmios e distinções
É bicampeã do «Prêmio Comunique-se» na categoria Jornalismo Político em Mídia Eletrônica, tendo vencido em 2007 e 2009. Em 2008 ganhou o prêmio de «Mulher do Ano nos Meios de Comunicação», conferido pelo Conselho Nacional de Mulheres do Brasil. Recebeu o «Troféu Mulher Imprensa 2010» na categoria Comentarista ou Colunista de Rádio, do qual é pentacampeã.
Em 21 de novembro de 2011, a cientista política foi agraciada com a Medalha Tiradentes, homenagem ofertada a quem presta relevantes serviços à causa pública do estado do Rio de Janeiro. Hippolito recebeu tal distinção, que é a mais importante comenda do estado, por sua atuação na formação cívica e pública dos cidadãos fluminenses.

## Vida pessoal
Em abril de 2012, passou mal durante suas férias em Paris e, ao ser internada às pressas, descobriu ser portadora da síndrome de Guillain-Barré, uma doença autoimune que afeta o sistema nervoso periférico Dias depois, foi transferida para o Brasil e começou a fazer um longo tratamento médico, motivo pelo qual se afastou das suas atividades diárias na Globo e na CBN.
A jornalista era casada com o professor Edgar Flexa Ribeiro, dono e diretor do Colégio Andrews, presidente da Academia Brasileira de Educação e ex-presidente do Sindicato dos Estabelecimentos de Ensino Particular do Rio de Janeiro.

### Morte
Sua morte foi anunciada, em 21 de junho de 2023, pela família em suas redes sociais. Estava internada no Hospital Samaritano, em Botafogo, na Zona Sul do Rio de Janeiro.